# Bundesstraße 303
Pour les articles homonymes, voir Route 303.
La Bundesstraße 303 est une Bundesstraße du Land de Bavière.

## Histoire
Une liaison routière pavée entre Berneck et Wunsiedel, appelée Maintalstraße, est créée pour la première fois en 1862. Auparavant, la seule liaison longue distance est-ouest à travers le Fichtelgebirge est la route historique entre Egra et Gefrees par Weißenstadt et le Höllpass.
Une nouvelle expansion est lancée pendant le Troisième Reich dans le cadre du projet global Ostmarkstrasse, mais le plan original n'est pas mis en œuvre. L'itinéraire pour la section de Hof à travers le Gau Bayreuth à Passau est déplacé en raison de l'autoroute Berlin-Munich ; à partir de la Maintalstraße déjà existante, on voulait construire au sud après Marktredwitz, à travers le Steinwald jusqu'à Erbendorf, Weiden et en direction de Passau. À partir de 1937, l'expansion de la section Wunsiedel-Bad Berneck a commence, les travaux sont interrompus en 1941 à cause de la Seconde Guerre mondiale. Le tronçon d'Erbendorf à Sichersreuth près de Marktredwitz n'est plus réalisé après 1938 ; l'Ostmarkstrasse (aujourd'hui B 22) menait d'Erbendorf par Kemnath à Bayreuth.
L'itinéraire original de la Reichsstraße 303 menait de Schweinfurt par Schonungen, Hofheim in Unterfranken, Cobourg, Mitwitz, Kronach, Selbitz à Hof-sur-Saale puis à nouveau par Rehau et Egra à Mitterteich. En 1941, la section de Hof par Egra à Mitterteich est remplacée par la Reichsstraße 15 et plus tard, la section de Hundsbach à Mitterteich est remplacée par la B 299. Au début des années 1950, la route de Marktrodach par Stadtsteinach, Bad Berneck, Marktredwitz et Arzberg à Schirnding est redéfinie en tant que Bundesstraße 303.
La partie médiane de la B 303 entre Schonungen am Main et Tambach près de Cobourg traversait à l'origine 14 villages. Dans les années 1960 à 1990, des tronçons de la route sont déplacés vers l'est sur une longueur totale de 49,7 km et depuis lors, il existe encore des routes de passage à Oberelldorf et Tambach.
Près d'Ebersdorf bei Coburg, la B 303 traverse la nouvelle A 73 (Nuremberg-Suhl) à la sortie 10 depuis le 19 octobre 2007.
Depuis 2015, la Bundesstraße entre la jonction Schweinfurt-Ouest de l'A 71 et le début de la route traversant Schweinfurt est soumise à des péages pour les camions.
Il était prévu de reconstruire le tronçon Wirsberg-Egra pour créer une voie rapide à quatre voies, appelée "autoroute du Fichtelgebirge". Elle devait se connecter à l'autoroute tchèque D 6 en direction de Prague. Cependant le projet est abandonné en janvier 2009 en raison de la forte pollution environnementale attendue, des coûts de construction élevés et de la diminution du trafic. En réponse, la B 303 existant doit être expansée de manière sélective.

## Source
- (de) Cet article est partiellement ou en totalité issu de l’article de Wikipédia en allemand intitulé « Bundesstraße 303 » (voir la liste des auteurs).